# Fautenbach (Fluss)
Der Fautenbach ist ein 16,4 km langer, linker Zufluss der Acher im baden-württembergischen Ortenaukreis. Seine Quelle liegt am Hörnle zwischen Oberkirch und Ottenhöfen. Er läuft zu Beginn nördlich und später nordwestlich durch die Oberrheinische Tiefebene. Seine Mündung liegt nahe Gamshurst, wo er in die Acher einläuft.

## Name
Die erste schriftliche Nennung erfolgte um das Jahr 1100 (Vultenbach). Das Bestimmungswort leitet sich vom Genitiv des althochdeutschen Personennamens Fulto ab.

## Geographie

### Verlauf
Die Quelle des Fautenbachs liegt zwischen Oberkirch und Ottenhöfen am Nordosthang des Hörnles im Nordschwarzwald auf einer Höhe von ca. 656 m ü. NN. Hier entspringt er in einem Wald, den er recht schnell verlässt, wonach er erst einmal in Richtung Norden über die Wiesen der Schwend fließt. Kurz bevor er das Dorf Waldulm durchfließt, münden der Zinselbach von rechts und der Mühlenbach von links in ihn. Im Ort treffen von links dann noch der Oberbergbach und der Stümelbach auf den Fautenbach.
Zwischen Waldulm und dem Ort Kappelrodeck ändert er seine Flussrichtung nach Nordwesten entlang der Landesstraße 87 und kurz darauf fließt der Pfaffenbach von links kommend in ihn ein. Oberhalb des nach dem Fluss benannten Ortes Fautenbach durchfließt der Fautenbach das nicht dauereingestaute Hochwasserrückhaltebecken Fautenbach mit einem gewöhnlichen Hochwasserrückhaltevolumen von 254.000 Kubikmeter. In Fautenbach unterquert er neben der Bundesstraße 3 auch die Rheintalbahn. Nach dem Verlassen des Ortes fließt er beim Petersee unter der Bundesautobahn 5 hindurch. Kurz darauf münden von links der Neu- und der Muhrgraben in den Fautenbach, woraufhin er selbst von links kommend in die Acher einfließt.
Es existieren zwei Mündungen in die Acher: Rund 20 Meter unterhalb der oberen Mündung wird der Acher-Flutkanal von der Acher abgetrennt. Vom Fautenbach zweigt kurz vor seiner Mündung der rund 100 Meter lange Fautenbachkanal ab, der den Acher-Flutkanal unterquert und unterhalb dessen Abzweigung ebenfalls von links in die dann auch als Feldbach bezeichnete Acher mündet.

### Zuflüsse und Seen
Liste der Zuflüsse und  Seen von der Quelle zur Mündung. Gewässerlänge, Seefläche, Einzugsgebiet und Höhe nach den entsprechenden Layern auf der Onlinekarte der LUBW. Andere Quellen für die Angaben sind vermerkt.
Auswahl.
- Zinselbach, von rechts und Ostsüdosten auf etwa 290 m ü. NHN vor Kappelrodeck-Waldulm, 1,1 km und ca. 0,64 km².[LUBW 7] Entsteht auf etwa 510 m ü. NHN am oberen Westhang des Bürstensteins.
- Mühlenbach, von links und Südwesten auf etwa 250 m ü. NHN in Waldulm, 1,1 km und ca. 0,7 km².[LUBW 7] Entsteht auf etwa 345 m ü. NHN westlich des Bärtheskopfs.
- Kernenbach, von rechts und Westen in Waldulm
- Oberbergbach, von links und Südwesten auf etwa 225 m ü. NHN in Kappelrodeck-Ziegelhöfe, 1,8 km und 0,8 km². Entsteht auf etwa 320 m ü. NHN bei Kappelrodeck-Langhalde.
- Stümmelbach, von links und Südwesten auf 198 m ü. NHN[LUBW 8] am Sportplatz bei Kappelrodeck-Winterbürg, 1,3 km und 0,5 km². Entsteht auf etwa 305 m ü. NHN nordwestlich von Kappelrodeck-Oberberg.
- Pfaffenbach mit Oberlaufname Schweinsbach, von links und Südsüdwesten auf unter 190 m ü. NHN nach Kappelrodeck-Eckelshalde (Häselshof), 2,1 km und 1,0 km². Der Schweinsbach entsteht auf etwa 315 m ü. NHN am Katzenstein.
- Passiert den rechts am Ufer auf 133 m ü. NHN[LUBW 9] liegenden Petersee gegenüber der Schießanlage nach Achern-Fautenbach, 10,9 ha.
- Neugraben, von links und Südsüdosten auf etwa 132 m ü. NHN im Gewann Wüstmatten, 2,6 km und ca. 2,7 km².[LUBW 7] Entsteht gewöhnlich auf etwa 135 m ü. NHN im Gewann Rothrst westlich von Fautenbach. Hat lange, unbeständig Wasser zufühende Grabenzuläufe.
- Muhrgraben, Oberlaufname Pelzbach, von links und Südosten auf 130,8 m ü. NHN[LUBW 8] neben der L 87 lirz vor der Mündung des Fautenbachs, 10,6 km und 11,7 km². Entsteht auf etwa 230 m ü. NHN am Kleinen Rebenkopf östlich von Achern-Mösbach.

### LUBW
Amtliche Online-Gewässerkarte mit passendem Ausschnitt und den hier benutzten Layern: Lauf und Einzugsgebiet des Fautenbachs

Allgemeiner Einstieg ohne Voreinstellungen und Layer: Daten- und Kartendienst der Landesanstalt für Umwelt Baden-Württemberg (LUBW) (Hinweise)
1. 1 2 3  Höhe nach dem Höhenlinienbild auf dem Hintergrundlayer Topographische Karte.
2. 1 2 3  Länge nach dem Layer Gewässernetz (AWGN).
3. ↑  Einzugsgebiet aufsummiert aus den Teileinzugsgebieten nach dem Layer Basiseinzugsgebiet (AWGN).
4. ↑  Steckbrief HRB Fautenbach bei der LUBW (abgerufen am 5. September 2019).
5. ↑  Seefläche nach dem Layer Stehende Gewässer.
6. ↑  Einzugsgebiet nach dem Layer Basiseinzugsgebiet (AWGN).
7. 1 2 3  Einzugsgebiet abgemessen auf dem Hintergrundlayer Topographische Karte.
8. 1 2  Höhe nach grauer Beschriftung auf dem Hintergrundlayer Topographische Karte.
9. ↑  Höhe nach blauer Beschriftung auf dem Hintergrundlayer Topographische Karte.

### Andere Belege
1. ↑  Heinz Fischer: Geographische Landesaufnahme: Die naturräumlichen Einheiten auf Blatt 169 Rastatt. Bundesanstalt für Landeskunde, Bad Godesberg 1967. → Online-Karte (PDF; 4,4 MB)
2. ↑  Albrecht Greule: Deutsches Gewässernamenbuch. Walter de Gruyter, Berlin / Boston 2014, ISBN 978-3-11-057891-1, S. 141, „Fautenbächle“ (Auszug in der Google-Buchsuche).